# Генерал Мороз

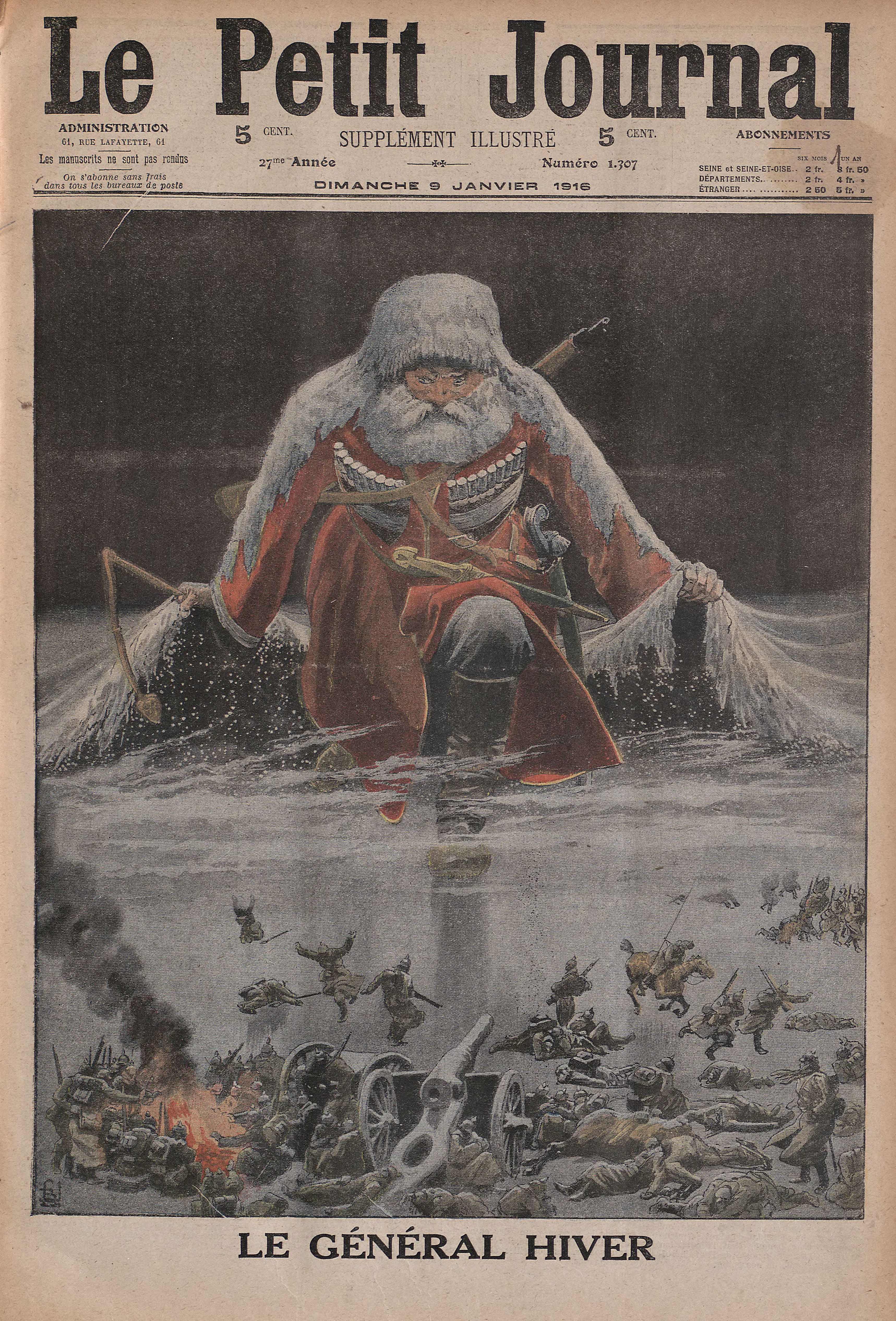
«Генерал Зима», ілюстрація першої сторінки французького журналу Le Petit Journal, 1916

«Генерал Мороз», або «Генерал Зима» — російський міф, за яким холодний клімат Росії начебто сприяв військовим невдачам кількох вторгнень на її територію. Багнюка є суміжним фактором, який погіршує військові маневри в Росії та в інших країнах, і іноді її персоніфікують як «Генерал Багнюка». Бездоріжжя, яке настає під час осінніх дощів і весняних відлиг, ускладнює пересування по ґрунтових дорогах.

## Зима як фактор військової поразки

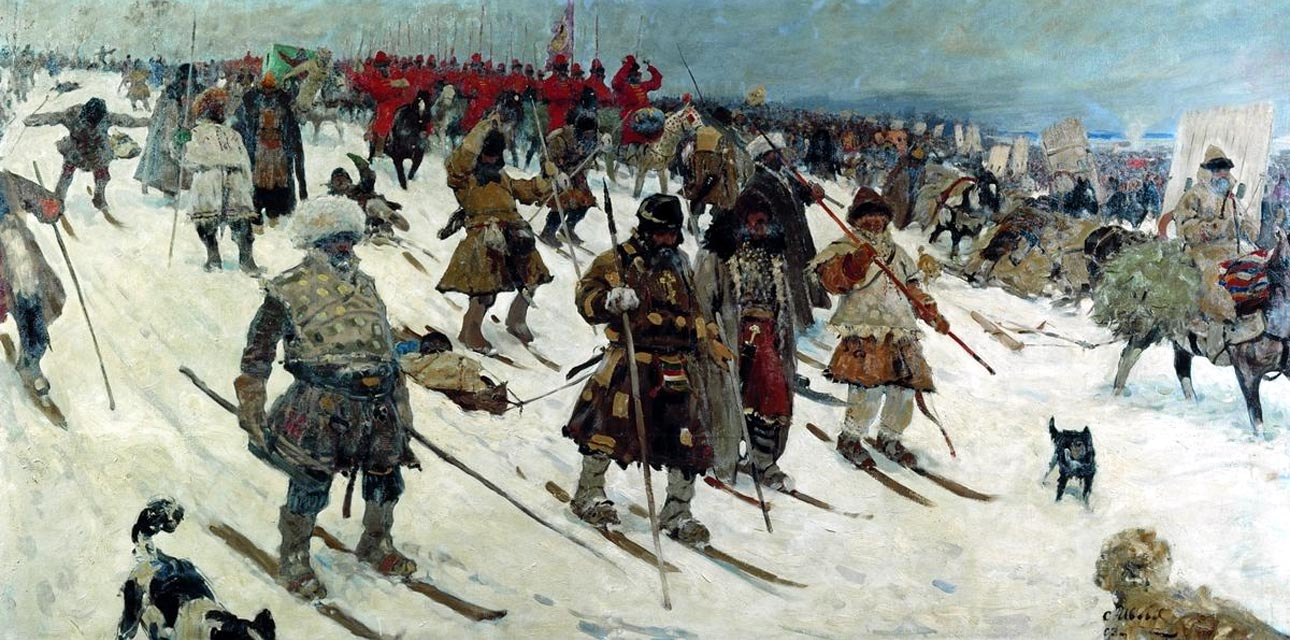
У Литовсько-московській війні (1507—1508) росіяни використовували лижі

У своєму дослідженні зимової війни в Росії історик Аллен Ф. Чу зробив висновок, що у військових невдачах як Наполеона, так і Гітлера під час вторгнення в Росію «Генерал Мороз» був «суттєвим фактором», але не вирішальним. Він зазначав, що наполеонівська армія вже зазнавала значного виснаження перед зимою через брак припасів, хвороби, дезертирство та жертви війни. Так само і гітлерівський Вермахт уже зазнав 734 тисячі втрат і був на межі запасів у листопаді 1941 року, до настання зими.

## Приклади

### Шведське вторгнення (1707)
Під час Великої Північної війни шведський король Карл XII вторгся в Росію 1707 року. Росіяни відступили та застосували тактику спаленої землі. Ця зима була найхолоднішою у XVIII столітті — настільки суворою, що морський порт Венеції замерз під час Великого морозу 1709 року. 35 тисяч війська Карла були покалічені, і до весни залишилося лише 19 тисяч. Полтавська битва наприкінці червня 1709 року закріпила кінець Шведської імперії.

### Французьке вторгнення (1812)

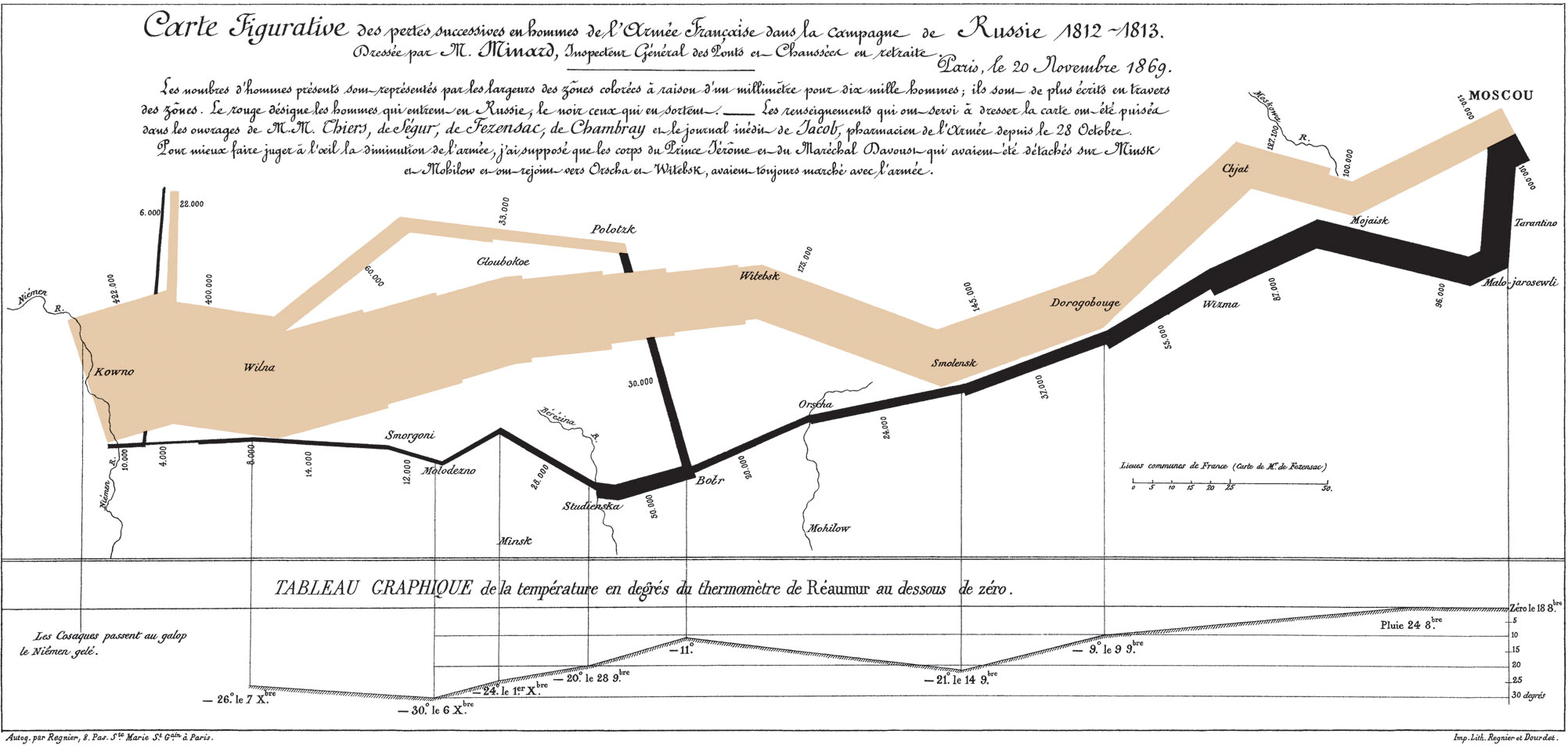
Графік Шарля Мінара, що показує силу Великої армії під час маршу до Москви та назад, із температурою (у Реомюрі), нанесеною на нижньому графіку для зворотного шляху. −30 градусів Реомюра = −37,5 °C

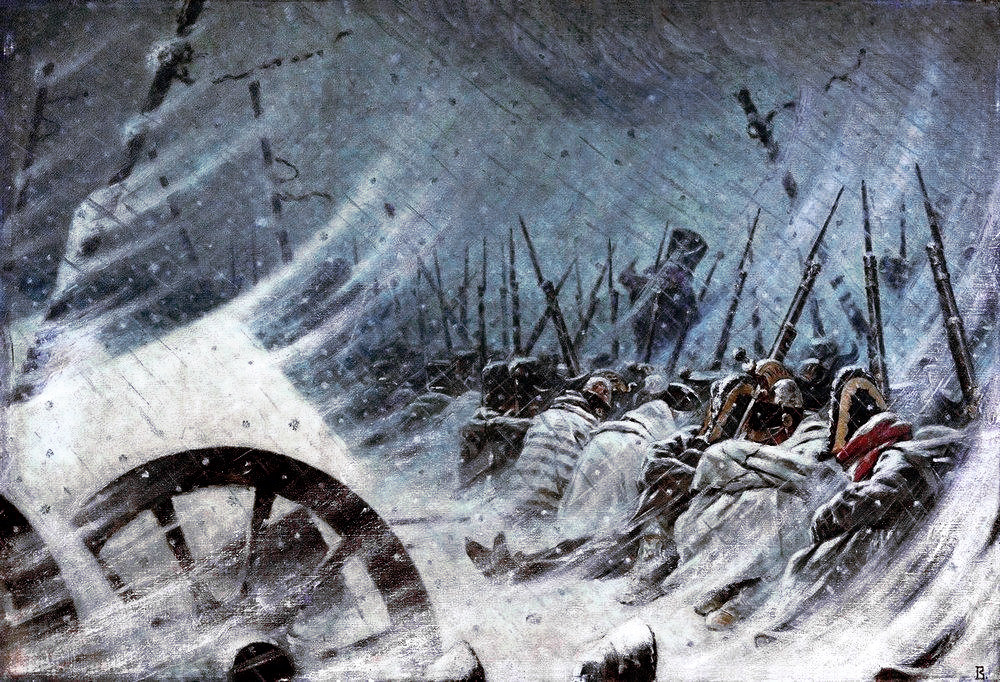
Нічний бівуак наполеонівської армії під час відступу з Росії 1812 року

Велика армія Наполеона чисельністю 610 тисяч чоловік вторглася в Росію на початку літа, 24 червня 1812 року, та прямувала до Москви. Російська армія відступила перед французами і знову спалила свої посіви та села, аби не дозволити французам використовувати їх. Зрештою армія Наполеона скоротилася до 100 тисяч. Його армія зазнала подальших, ще катастрофічніших втрат під час відступу з Москви, який почався в жовтні. Численні джерела стверджують, що зима та її наслідки лише сприяли поразці та відступу Наполеона.
Щоб заперечити твердження про те, що поразка французів була наслідком зимової погоди, російський поет Денис Давидов опублікував військово-історичний аналіз під назвою «Чи мороз спустошив французьку армію 1812 року?», в якому він продемонстрував, що французи зазнали втрат у боях за відносно м'якої погоди та окреслив численні причини їхньої поразки. Він спирався як на власні спостереження, так і на спостереження іноземних авторів, зокрема французьких.
За словами історика Аллена Ф. Чу, основні сили Великої армії Наполеона, спочатку щонайменше 378 тисяч чоловік, «зменшилися вдвічі протягом перших восьми тижнів його вторгнення, перед головною битвою кампанії. Це зменшення частково відбулося через розміщення гарнізонів у центрах постачання, але і хвороби, дезертирство та втрати в різних незначних діях спричинили тисячі втрат. У Бородінській битві 7 вересня 1812 року — єдиній великій битві в Росії — Наполеон міг зібрати не більше 135 тисяч військ, і він втратив щонайменше 30 тисяч із них, аби здобути незначну та піррову перемогу майже на 1000 км углибині ворожої території. Продовженням була його беззаперечна і безнадійна окупація Москви та принизливий відступ, який почався 19 жовтня, до перших сильних морозів пізніше того ж місяця та першого снігу 5 листопада». Британський історик Домінік Лівен відзначив, що в армії Наполеона були труднощі з пошуком їжі для війська та корму для коней взимку.

### Інтервенція союзників у Росію, зима 1918—1919
Під час Північної «російської» кампанії як частини втручання союзників у громадянську війну в Росії обидві сторони — війська союзників і більшовицька Червона армія — знали або швидко засвоїли принципи зимової війни та застосовували їх, коли це було можливо. Проте обидві сторони мали проблеми з ресурсами, і часом та чи інша сторона страждала від серйозних наслідків недостатньої підготовки. Історик Аллен Ф. Чу дійшов висновку, що зима не дала вирішальної переваги жодному з учасників бойових дій.

### Німецьке вторгнення (1941)
Під час Другої світової війни Вермахту не вистачало необхідних запасів, наприклад зимової форми, через численні затримки в пересуванні німецької армії. У той же час плани Гітлера щодо операції «Барбаросса» фактично провалилися ще до настання суворої зими. Ані Гітлер, ані Генеральний штаб не розраховували на тривалу кампанію, що триватиме до зими. Таким чином, не вдалося провести належну підготовку до можливої зимової кампанії, як-от роздачу теплого одягу та утеплення автотранспорту та мастильних матеріалів. Насправді східна армія Гітлера зазнала втрат у понад 734 тисячі людей (приблизно 23 % її середньої чисельності в 3,2 млн) протягом перших п'яти місяців вторгнення до початку зими. 27 листопада 1941 року Едуард Вагнер, генерал-квартирмейстер німецької армії, повідомляв: «У нас закінчуються ресурси як у кадрах, так і в матеріалах. Ми ось-ось зіткнемося з небезпекою глибокої зими». Варто відзначити той факт, що незвично рання зима 1941 року скоротила сезон бездоріжжя, чим покращила матеріально-технічне забезпечення на початку листопада, коли погода все ще була лише злегка холодною.

## Вплив зими на бойові дії
У своїй статті 1981 року «Боротьба з росіянами взимку: три приклади» історик Аллен Ф. Чу спирається на досвід радянсько-союзницької війни на півночі Росії взимку 1918—1919 років, знищення радянської 44-ї мотострілецької дивізії та німецько-радянської війни для отримання факторів зимової війни, що стосуються військової тактики, матеріальних засобів і персоналу:
- Тактика: оборонні позиції дуже вигідні завдяки здатності підтримувати тепло та захист порівняно з нападом у зимовий холод. Мобільність і матеріально-технічна підтримка часто обмежені снігом, що вимагає його орання або ущільнення для транспортних засобів із широкою гусеницею чи саней. Для пересування по глибокому снігу піхотинцям потрібні лижі або снігоступи, щоб уникнути виснаження. Звук добре передається по снігу, вкритому кіркою, що зменшує елемент несподіванки. Вибухові речовини корисні для розкопок лисячих нір і більших укриттів у мерзлій землі. Атака польових кухонь і таборів позбавляє ворога їжі та притулку. Швидке винесення поранених з поля бою важливе для їхнього виживання на морозі.
- Матеріальне забезпечення: зброя та транспортні засоби потребують спеціальних мастильних матеріалів для роботи при низьких температурах. Міни ненадійні взимку через глибокий сніг, який може пом'якшити запал або утворити крижаний місток над детонатором.
- Персонал: необхідний відповідний зимовий одяг, аби зберегти тепло тіла та уникнути холодових травм, наприклад обмороження. Ефективність і виживання війська вимагає або використання наявного укриття, або забезпечення портативного укриття.